# Georg Lisiewski

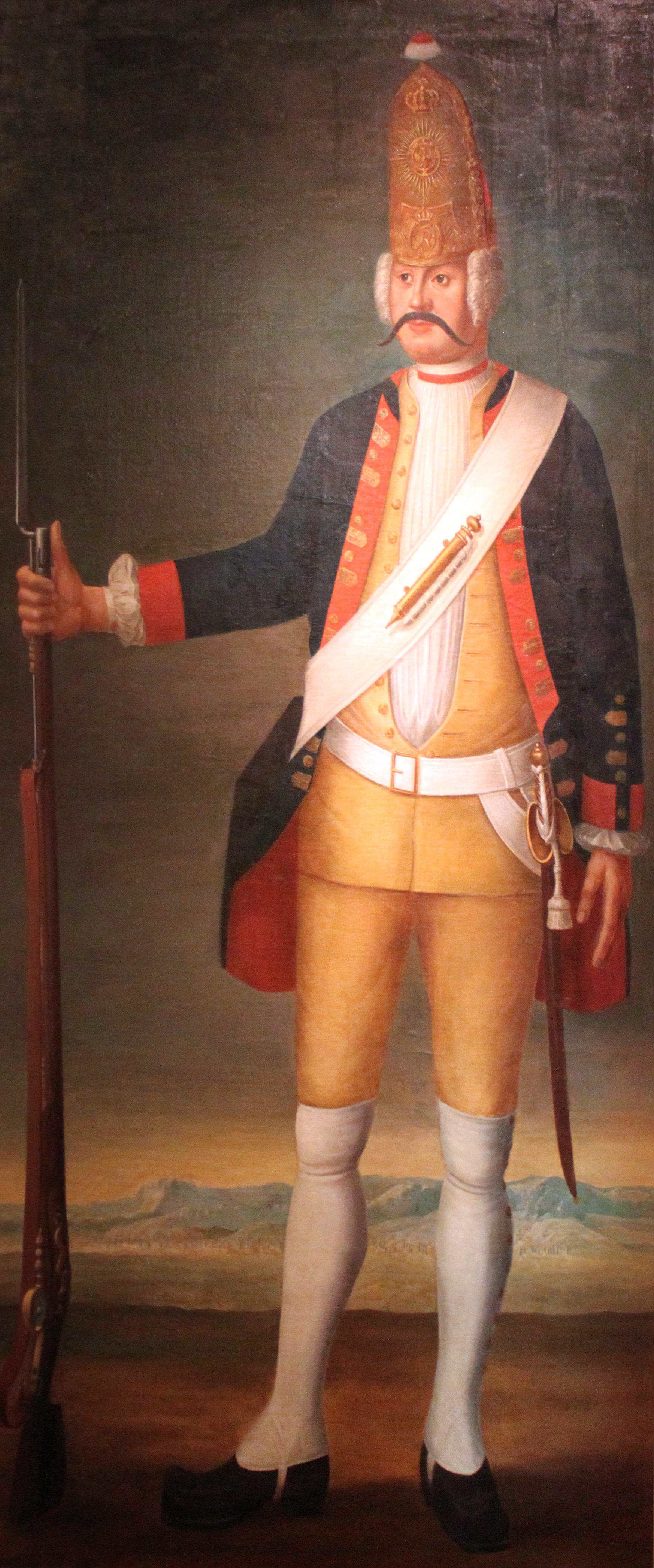
Ein Langer Kerl, Grenadier des Königsregiments, 1737. Ein typisches Soldatenbild

Georg Lisiewski (* 1674; † 6. Januar 1750 in Berlin) war ein Porträtmaler am Hof König Friedrich Wilhelms I. in Preußen. Lisiewski, der polnischer Herkunft war, gründete in Deutschland eine bedeutende Malerfamilie, die über drei Generationen bestand.

## Leben

### Die Jahre bis 1713
Zum Leben Georg Lisiewskis bis zu seiner Ankunft in Berlin um 1700 sind nur das Geburtsjahr 1674, die polnische Herkunft und die Zugehörigkeit zur lutherischen Kirche bekannt. Vermutlich stammte Georg Lisiewski aus dem preußischen Oletzko, wo der Name Lisiewski in der im 15. und 16. Jahrhundert aus Masowien eingewanderten und lutherisch gewordenen polnischen Minderheit weit verbreitet war.
Die Angabe, Georg Lisiewski sei im galizischen Olesko geboren, beruht auf einer erst 1768 erschienenen, unbelegten Darstellung Carl Heinrich von Heinekens, die seither ungeprüft weitergegeben und später durch eine Zugehörigkeit zur polnischen „Adelsfamilie Lisiewski“ ausgeschmückt wurde. Heineken könnte die kleine Stadt Oletzko mit dem beinahe lautgleichen, damals bedeutenderen Olesko verwechselt haben.
Der preußische Literaturhistoriker und Zeitgenosse Georg Christoph Pisanski berichtete, Lisiewski sei 1674 nahe Marienwerder geboren worden. In den preußischen Erbhuldigungsakten des alten Amtes Marienwerder aus dem Jahr 1690 findet sich in der vom damaligen Amtshauptmann Georg Heinrich von der Groeben geführten Liste der Ortschaft Garnsee bei Olschowken (polnisch auch Olszewko) nachweislich der Name Lyseffsky. Dessen Sohn und direkter Nachfolger im Amt, Otto Friedrich von der Groeben, publizierte bereits 1694 in Marienwerder ein Schwarzkunstblatt von Lisiewski, das dieser mit Georg Lisewsskij signiert hatte; später schrieb er sich George Lisiewsky.
Heineken überliefert, dass der schwedische Architekt Johann Friedrich Eosander von Göthe seinen „Bedienten“ Lisiewski zum Maler ausbilden ließ und ihn 1699 mitnahm, als er der Berufung nach Berlin durch Kurfürst Friedrich III. von Brandenburg folgte. Eosander hatte von 1693 bis 1697 im schwedisch-pommerschen Stettin und dann in Stockholm gelebt. Möglicherweise war dort der schwedische Hofmaler David von Krafft Lisiewskis Lehrer oder Vorbild. Kraffts Porträtmalerei vermied Pracht und Pathos und war durch Überlänge der Gliedmaßen gekennzeichnet, wie später auch die Lisiewskis.
Verbürgt ist Lisiewskis Heirat in Berlin am 24. November 1707. Seine Frau Maria Elisabeth Kahl hatte er in Pommern kennengelernt. Ihr Vater war ein in Stargard und Köslin nachgewiesener Orgelbauer. Das Paar gehörte der von Probst Philipp Jacob Spener pietistisch geprägten Berliner Nikolai-Gemeinde an.

### In der Zeit des Soldatenkönigs

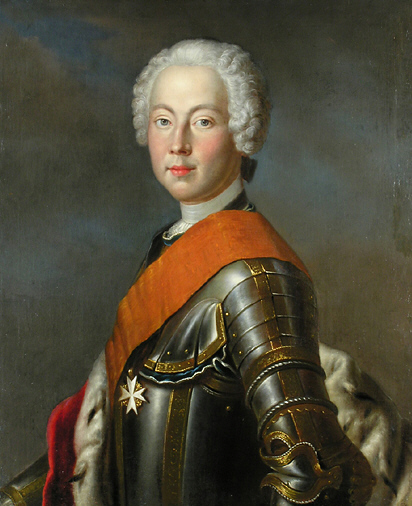
Markgraf Friedrich von Brandenburg-Bayreuth, anlässlich der Eheschließung mit Wilhelmine von Preußen 1731

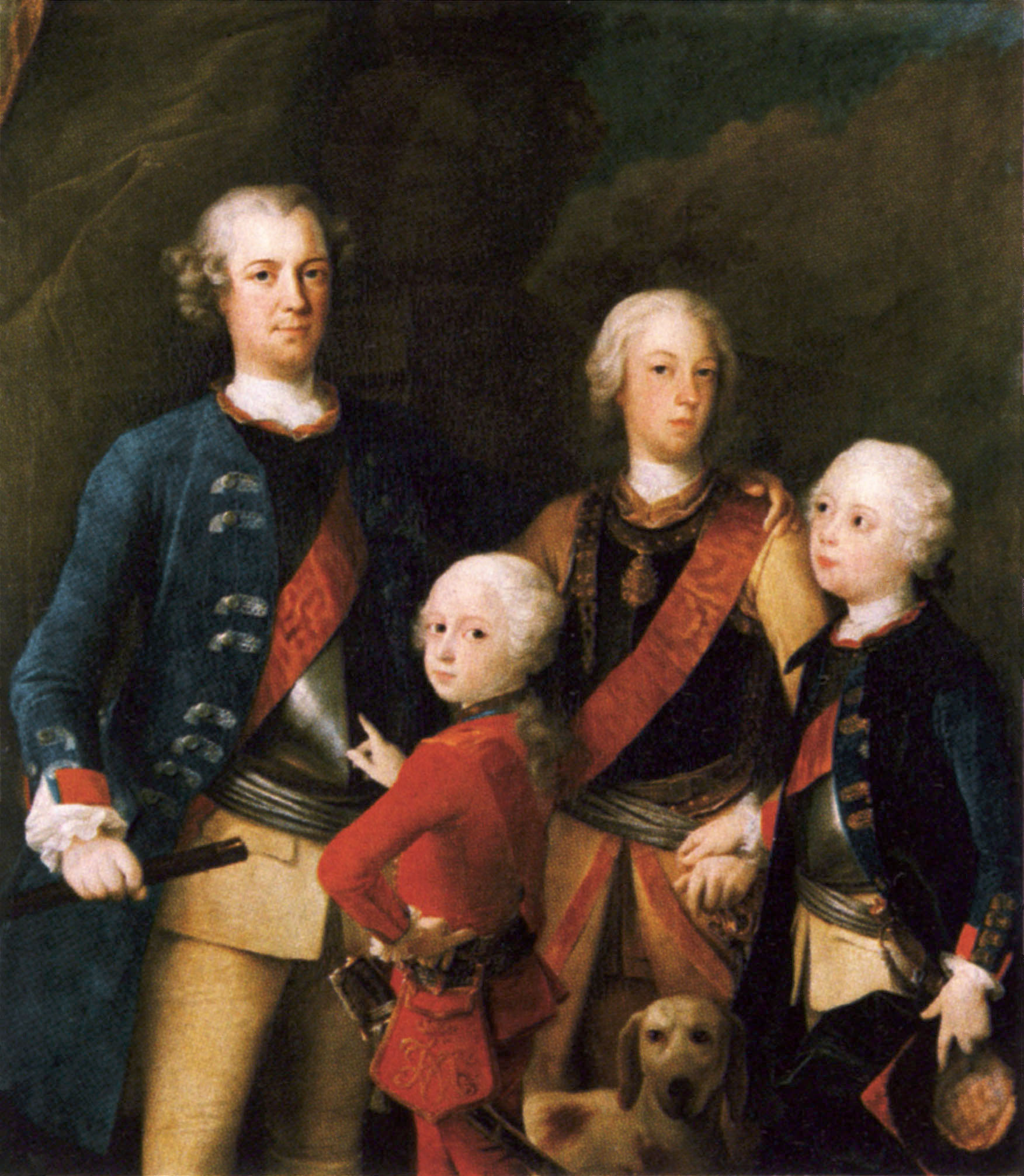
Die Söhne König Friedrich Wilhelms: Kronprinz Friedrich, August Ferdinand, August Wilhelm und Heinrich (v. l. n. r.), um 1737. Die Zuschreibung zu Francesco Carlo Rusca ist strittig

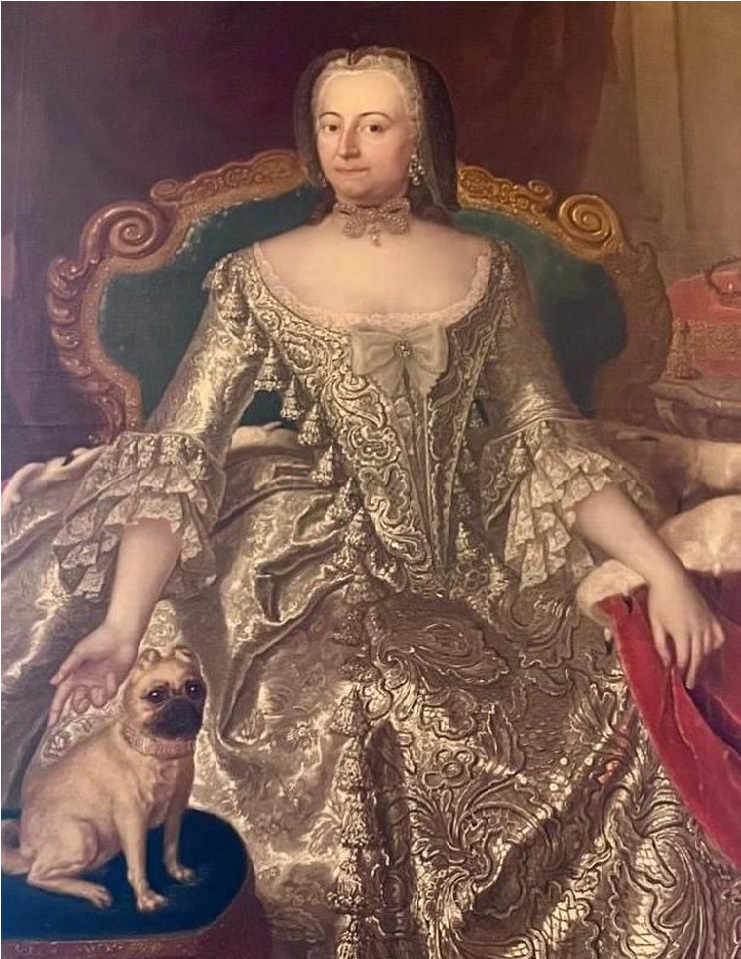
Henriette Marie von Brandenburg-Schwedt mit Witwenhaube, 1747.

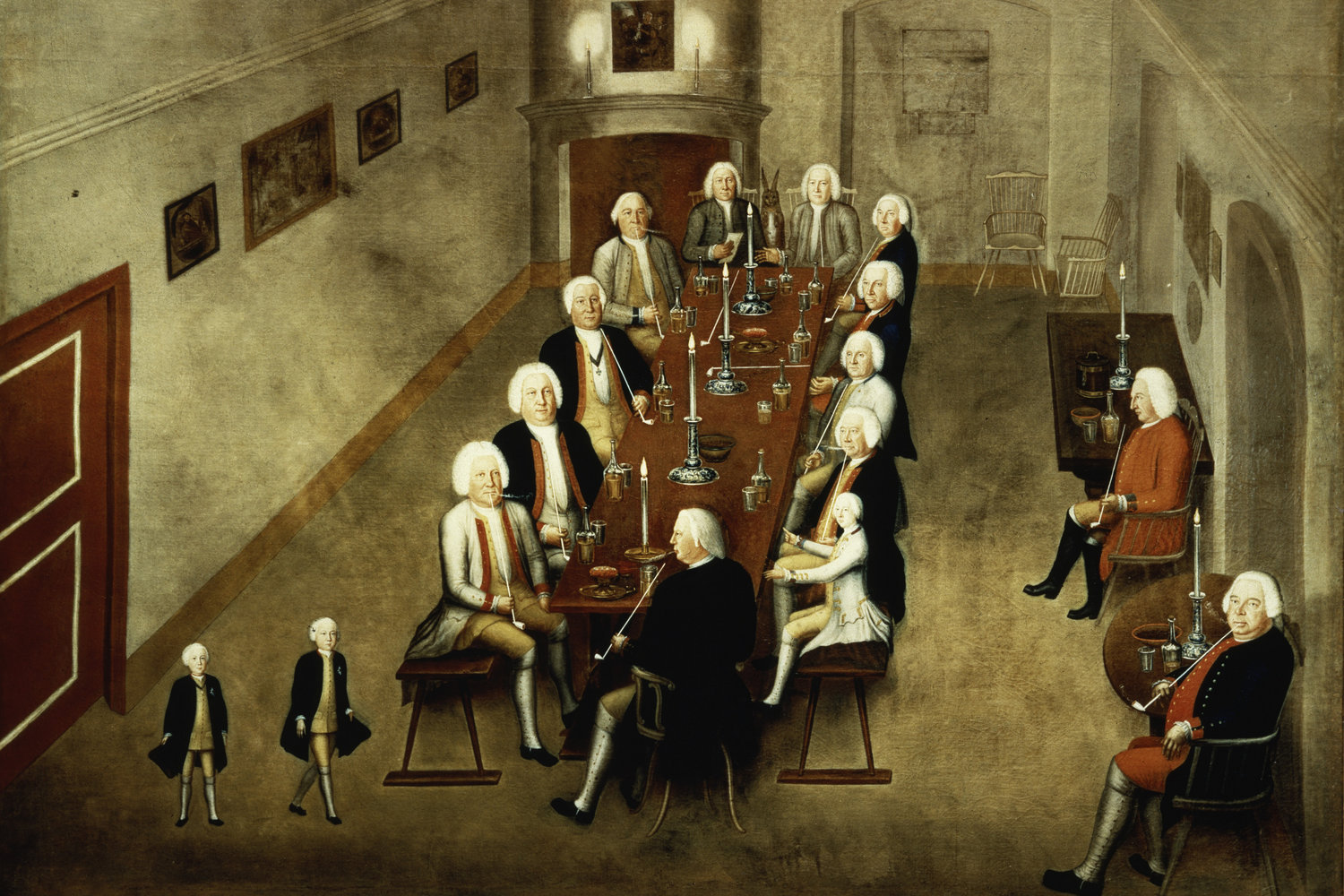
Das Bild des Tabakskollegiums Friedrich Wilhelms, ein „Tiefpunkt der höfischen Malerei in Preußen“, wird Lisiewski wohl zu Unrecht zugeschrieben

Der Regierungsantritt des prunkverschmähenden „Soldatenkönigs“ Friedrich Wilhelm I. im Jahr 1713 war mit Ausgabenumschichtungen zugunsten der Armee verbunden, die das künstlerische Leben Berlins nahezu zum Erliegen brachten. Jedoch traf dies nicht auf Lisiewski zu, weil sein nüchtern-sachbezogener Porträtstil die Anerkennung des Königs gefunden hatte. In Fragen der Lebens- und Kunstauffassung war der Hof in das familiäre Lager der Königin Sophie Dorothea, das dem aufkommenden Rokoko nach französischem Vorbild zugetan war, und in das persönliche Umfeld des Königs gespalten, der ein pietistisch gefärbtes Ideal von Nützlichkeit, Sparsamkeit und Pflichterfüllung anstrebte. Dort konnte sich Lisiewski als Hofmaler gegenüber dem bedeutenderen Antoine Pesne behaupten.
Der Zugang zum preußischen Hof Friedrichs I. erfolgte möglicherweise über den hochdekorierten Militär Christoph Wilhelm von Kalckstein, der aus Garnsee (Gut Ottlau) im Amt Marienwerder stammte. Christoph Wilhelm von Kalckstein war einerseits Vertrauter des Königs und darüber hinaus persönlicher Erzieher des jungen Kronprinzen und späteren Königs Friedrich II., andererseits wurde jener von Georg Lisiewski porträtiert und wurde zuvor auch Taufpate seines Sohnes, Christoph Friedrich Reinhold Lisiewsky.
Seine Auftraggeber waren hauptsächlich der König und die Generalität Preußens, darunter Fürst Leopold von Anhalt-Dessau, von dessen Familienporträts heute noch etliche im Schloss Mosigkau hängen. Für die Wohnräume des Königs im Potsdamer Stadtschloss malte Lisiewski preußische Regimentsinhaber, für die Korridore einfache Soldaten des Königsregiments. Waren die Dargestellten gestorben, kamen ihre Porträts in eine „Totenkammer“. Christian August von Anhalt-Zerbst rief 1715 bei seiner Stationierung in Stettin Lisiewski zu sich, um ihn die Subalternoffiziere seines preußischen Infanterieregiments porträtieren zu lassen. Eine zweite Serie dieser „uniformen“ Bilder folgte 1738. Christian August nahm 1742 sie bei seinem Regierungsantritt in seine Residenz Zerbst mit. Alle 44 Bilder verbrannten im April 1945 beim Luftangriff auf Zerbst. Daneben porträtierte Lisiewski in privatem Auftrag Hof- und städtische Beamte, brandenburgische Adelige, Berliner Kaufleute und Unternehmer, auch deren Frauen und Kinder.
Zu seinen Schülern gehörten Thomas Huber und David Matthieu. Ebenso unterrichtete Lisiewski seine Kinder Barbara Rosina, Anna Dorothea und Christoph Friedrich Reinhold in der Porträtmalerei und beschaffte ihnen auch Aufträge. Im Jahr 1730 begründete er die Beziehung seiner Tochter Rosina zum Haus Anhalt, indem er mit ihr nach Stettin reiste, wo sie Christian Augusts Gemahlin Johanna Elisabeth porträtierte.
Die Namen und Stand der Taufpaten seiner neun Kinder, zu denen Adelige aus Militär und Verwaltung wie auch Handwerker und Künstler gehörten, bezeugen das hohe gesellschaftliche Ansehen Lisiewskis in der Residenz Berlin.

### Letzte Jahre unter Friedrich II.
Um den Thronfolger Friedrich hatte sich in Rheinsberg ein preußisches Rokoko als Spielart der höfischen Kunst entwickelt. Nach der Thronbesteigung Friedrichs im Jahr 1740 kam diese Richtung bei Hofe zum Durchbruch; es begann das friderizianische Rokoko, der Konkurrent Antoine Pesne wurde gefeiert und die spröde Malerei Lisiewskis war nicht länger gefragt. Ungeachtet enger Verbindungen zum Berliner Hof blieb der Anhalt-Dessauische Hof vom Stilwechsel unberührt, vielmehr wurde Lisiewski von dort aus in folgenden Jahren mit Aufträgen „überschüttet“. Der Tod des Fürsten Leopold im Jahr 1747 änderte am konservativen Kunstverständnis in Anhalt zunächst nichts.
Die radikale kulturelle Wende zum Klassizismus unter Fürst Friedrich Franz im Jahr 1763 hat Georg Lisiewski nicht mehr erlebt, doch verlor sein Sohn Christoph Friedrich Reinhold, den er in Dessau eingeführt hatte, bei Hofe den Anschluss und ging nach Berlin.

## Werk und Rezeption
Georg Lisiewski signierte seine Gemälde selten. Sie weichen in ihrer Qualität stark voneinander ab und er wechselte seinen Individualstil je nach Auftraggeber. Ihre Zuordnung ist daher schwierig.
Auf Lisiewskis erstes bekanntes Werk, ein kleines Schwarzkunstblatt als Illustration der Orientalischen Reisebeschreibung von Otto Friedrich von der Groeben, die 1694 im brandenburg-preußischen Marienwerder erschienen war, folgen weitere erst rund zwanzig Jahre später. Lisiewski trat nach der Thronbesteigung König Friedrich Wilhelms I. 1713 am Berlin-Potsdamer Hof in dessen Umfeld als vollausgebildeter, selbständiger Porträtmaler in Erscheinung. Seine Malerei entsprach in ihrer Kargheit offenbar der dort verbreiteten Haltung, die in bewusster Abgrenzung zum vorbildhaft ausstrahlenden Versailles in Preußen einen „erstaunlichen Dürftigkeitsstil“ hervorgebracht hatte. Die von Lisiewski gemalten „spielzeughaft steifen“ Soldaten „stehen wie angewurzelt“ oder sind auf Gemeinschaftsporträts „in einfachster Weise addiert“. Jedoch ist die Zuschreibung des naiv anmutenden Gemäldes des Tabakskollegiums Friedrich Wilhelms zu Lisiewski zweifelhaft. Ein Vergleich der Zahl der Vervielfachungen durch Kupferstiche von Porträts Lisiewskis mit denen Friedrich Wilhelm Weidemanns und Johann Harpers deutet auf eine gleich hohe Anerkennung und damit auf seine entsprechende Wertschätzung im Kunstschaffen der Zeit hin. In seinen späteren Jahren fand Lisiewski zu einer genauen Wiedergabe der Stofflichkeit der Kostüme, die auch das Schaffen des Sohnes beeinflusste.
Die jüngeren Zeitgenossen Joachim Martin Falbe und Abraham von Humbert, auf die Heineken sich stützte, berichten von „Familienstücken Lisiewskis, die nicht zu verachten sind“ und verweisen auf „seine gute Colorit“, das zur Buntheit neigte. Als eines der besten Werke Lisiewskis gilt das lebensgroße Porträt des Kronprinzen Friedrich aus dem Jahr 1720. Es zeigt den Achtjährigen in selbstbewusster Pose mit aufmerksam abwartendem Blick. Das Bildnis der Söhne König Friedrich Wilhelms schreibt Börsch-Supan aus stilistischen Gründen Georg Lisiewski und nicht Francesco Carlo Rusca zu, weil ihm dessen „gravitätisches Pathos“ fehlt. Dagegen weist es Ähnlichkeiten mit Lisiewskis Porträt der Familie des Generals Karl Friedrich von Derschau auf und erinnert stark an ein Porträt des Kronprinzen von Lisiewski aus dem Jahr 1729. Zu den wenigen erhaltenen Werken Lisiewskis gehören ein Porträt des Hofrats Carl Gottfried Schrader für dessen Epitaph, das Johann Georg Glume 1726 für die Berliner Nikolaikirche geschaffen hatte, und ferner ein lebensgroßes Porträt des Severin Schindler in der Schlosskirche zu Schöneiche bei Berlin. Die Tochter Anna Rosina schuf einige Jahre später das Pendantbild dazu von Schindlers Witwe Rosina (1688–1746).
Die spätere Kunstkritik widmete dem Werk Lisiewskis keine besondere Aufmerksamkeit. Adolf Feulner nannte ihn einen „Porträt-Manufakturisten“. Erwähnung findet er lediglich als Stammvater einer Künstlerfamilie und Lehrer seiner Kinder. Eine Einzelveröffentlichung zum Maler Georg Lisiewski liegt bisher nicht vor.

## Familie
Da sich drei seiner Kinder und vier seiner Enkel ebenfalls erfolgreich der Malerei zuwandten, gilt Georg Lisiewski als Begründer einer Künstlerfamilie. Seinen Töchtern gab Lisiewski die polnische Namensform „Lisiewska“.
Lisiewskis Frau Maria Elisabeth starb am 24. September 1733 in Berlin.
Kinder der Lisiewskis waren:
- Johann Paul (geb.1709);
- Dorothea Elisabeth (1711–1740), verheiratet mit dem Hofmaler David Matthieu (1697–1756), Kind der Ehe war der Porträtmaler
  - Georg David Matthieu (1737–1778); Kupferstecher und Porträtmaler des Rokoko;
- Barbara Rosina (1713–1783), Porträtmalerin, nach dem Tod ihrer Schwester Dorothea Elisabeth 1741 mit David Matthieu verheiratet, sie war in zweiter Ehe seit 1760 mit Ludwig de Gasc (1716, Berlin – 1783, Braunschweig) verheiratet, auch unter dessen Namen bekannt;[29] die Kinder aus erster Ehe waren
  - Leopold Matthieu (1750–1778), Porträt- und Historienmaler, und
  - Rosina Christiana Ludovica Matthieu (1748–1795), eine Genre- und Stilllebenmalerin;
- Maria Christina (geb. 1715);
- Maria Magdalena (1717–1771), verheiratete Schwanefeldt;
- Maria Elisabeth (geb. 1719);
- Anna Dorothea (1721–1782), genannt nach ihrem Ehemann Ernst Friedrich Therbusch (1711–1773) Die Therbusch, Malerin;
  - Dorothea Wilhelmine Therbusch (geb. 1743) – verheiratet Johann Christian Samuel Gohl (1743–1825)
- Christina Sophie (1723–1794) und
- Christoph Friedrich Reinhold Lisiewski (1725–1794), Maler
  - Friederike Julie Lisiewska (1772–1856) war Malerin in Mecklenburg.

Seit den 1770er Jahren signierten die Töchter mit „von Lisiewska“ und „de Lisiewska“. Christoph Friedrich Reinhold schrieb sich später „von Lisiewsky“ und 1787 wurde er als „Graf Lisiewski“ bezeichnet. Damit unterstrichen sie die ohnehin an der Namensendung „-wski“ erkennbare Zugehörigkeit zum polnischen Adel. Eine Erhebung in den preußischen Adelsstand hat nie stattgefunden und auch eine Verbindung der Familie Georg Lisiewskis zur gleichnamigen Adelsfamilie in Masowien, wie sie 1887 der polnische Historiker Dunin-Borkowski mit Verzeichnung unter der Wappengemeinschaft Drya vertrat, hat nicht bestanden.